# Henry Anderson
Henry Wyatt Anderson (Atlanta, 10 dicembre 1992) è un giocatore di football americano statunitense che milita nel ruolo di defensive end per i Carolina Panthers della National Football League (NFL).

## Carriera

### Indianapolis Colts
Dopo avere giocato al college a football a Stanford, Anderson fu scelto nel corso del terzo giro (93º assoluto) del Draft NFL 2015 dagli Indianapolis Colts. Debuttò come professionista partendo come titolare nella gara del primo turno contro i Buffalo Bills in cui guidò la sua squadra con 9 tackle. Sette giorni dopo mise a segno il suo primo sack su Ryan Fitzpatrick dei New York Jets.

### New York Jets
Nel 2018 Anderson fu scambiato con i New York Jets per una scelta del settimo giro del Draft NFL 2018.

### New England Patriots
Il 16 marzo 2021 Anderson firmò con i New England Patriots un contratto biennale del valore di 7 milioni di dollari.

### Carolina Panthers
Il 5 settembre 2022 Anderson firmò con i Carolina Panthers.

## Statistiche
| Partite totali      | 5   |
| Partite da titolare | 5   |
| Tackle totali       | 25  |
| Sack                | 1,0 |
| Intercetti          | 0   |
| Fumble forzati      | 0   |